# چشم‌بشکه‌ای عربی
چشم‌بشکه‌ای عربی (نام علمی: Ioichthys kashkini) نام یک گونه از تیره چشم‌بشکه‌ای است.